# Мрассу
Мрассу́ (Мра́с-Су́, или Мрасса; в верховье — Акмрас; шор. Прас) — река в Кемеровской области, левый приток Томи (бассейн Оби).
Длина 338 км, площадь водосборного бассейна — 8840 км². Берёт начало с Абаканского хребта, течёт в глубокой долине по Горной Шории по территории Шорского национального парка. Извилиста, в русле имеются пороги.
Питание смешанное, с преобладанием снегового. Замерзает в середине ноября, вскрывается в апреле. Лесосплав до 1994 года. Туризм.
Недалеко от посёлка Усть-Кабырза и Азасской пещеры было найдено захоронение так называемой скифской кабырзинской принцессы, жившей в VII веке до нашей эры.

## Бассейн
Основные притоки реки — Большой Унзас (106 км), Ортон (76 км), Кабырза (74 км) и Пызас (81 км).
(км от устья)
- 2 км: Кийзак
- 17 км: Казас
- 23 км: Большой Кийзас
- 30 км: Мзас
  - 3 км: Чуазас
  - 12 км: б/н
  - 20 км: Унзас
  - 21 км: Шигинак
- 36 км: Большой Тоз
- 41 км: Малый Кендас
- 43 км: Большой Кендас

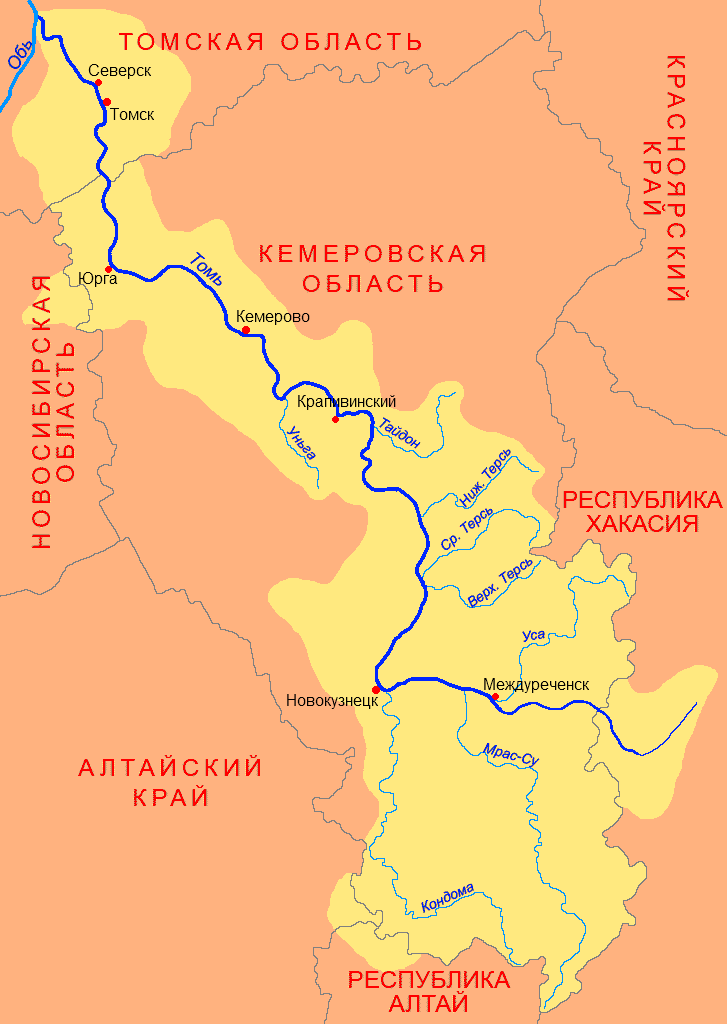
Бассейн Томи

- 45 км: Большой Унзас (Большая Речка)
  - 22 км: Пиимза
  - 38 км: Верхняя Егоза
  - 40 км: Мезис
  - 54 км: Нижняя Комуста
  - 57 км: Жемжес
  - 63 км: Верхняя Комуста
  - 74 км: Большая Викторьевка
  - 93 км: Таенза (Темза, Таензас)
- 50 км: Шодрова
  - 2 км: Кедровый Ключ
- 56 км: Чебалсу
- 65 км: Земелье
- 82 км: Кыйтензас
- 85 км: Ташелга
- 93 км: Кизес
- 102 км: Хомутовка
- 105 км: Заслонка
- 114 км: Ортон
  - 24 км: Канас
  - 28 км: Колос
    - 11 км: Тегенек

  - 28 км: Базас
    - 6 км: Караджан
      - 2 км: Азас

    - 16 км: Левый Сунзас
      - 5 км: Пистек

  - 48 км: Большая Березовка
  - 52 км: Фёдоровка
  - 58 км: Малый Ортон
- 120 км: Большая Суета
  - 8 км: Азас
- 140 км: Малая Суета
- 148 км: Анзас
  - 3 км: Атаягаш
- 158 км: Кызас
  - 17 км: Когасунуг
    - 1 км: Чебалсу
- 178 км: Азас
- 197 км: Пызас
  - 5 км: Азас
  - 11 км: Кезес
  - 11 км: Пурла
    - 4 км: Кичи
    - 6 км: Порос

  - 36 км: Большой Нымзас
  - 47 км: Кайзас
  - 68 км: Талзак
- 201 км: Кабырза
  - 12 км: Таяс
    - 10 км: Киза
    - 14 км: Кантус

  - 22 км: Анзас
  - 30 км: Сюрь
  - 35 км: Сынзас
    - 8 км: Рамзас
    - 14 км: Анзак

  - 52 км Кичи
  - 56 км: Кайгыза
  - 62 км Магаза
  - 65 км: Солнзап
- 230 км: Карасук
- 238 км: Колзак
- 240 км: Повзас
- 252 км: Кизас
- 267 км: Колзас
- 270 км: Узас
- 276 км: Айзас
- 283 км: Мазас
- 284 км: Кубансу
- 289 км: Сыкзас
- 300 км: Камзас
  - 3 км: Хайрюза
- 301 км: Трубинская
- Кучеш
- 314 км: Сумрас
- 319 км: Тихая
- 322 км: Сольмрас

## Данные водного реестра
По данным государственного водного реестра России относится к Верхнеобскому бассейновому округу, водохозяйственный участок реки — Томь от истока до города Новокузнецк, без реки Кондома, речной подбассейн реки — Томь. Речной бассейн реки — (Верхняя) Обь до впадения Иртыша.